# IC 1930
IC 1930 је елиптична галаксија у сазвјежђу Бик која се налази на листи објеката дубоког неба у Индекс каталогу.
Деклинација објекта је + 4° 23' 2" а ректасцензија 3h 28m 46,1s. Привидна величина (магнитуда) објекта IC 1930 износи 15,0 а фотографска магнитуда 16,0.